# Гідрид літію
Гідри́д лі́тію — неорганічна бінарна сполука складу LiH, білі кристали з блакитним відтінком. Гідрид літію є найлегшою сполукою з іонним зв'язком — його молекулярна маса дорівнює 8.

## Фізичні властивості
Гідрид літію має кристалічну ґратку типу NaCl. Кристали LiH — білого кольору; блакитний відтінок, що може з'являтися при перебуванні на повітрі або опроміненні УФ-світлом, зумовлений наявністю тонкого шару літію, який утворюється в результаті розкладу LiH.

## Отримання
Отримати гідрид літію можна взаємодією простих речовин (літію та водню):
{\displaystyle \mathrm {2Li+H_{2}\ {\xrightarrow {500-700^{o}C}}\ 2LiH\!} }
Іншим варіантом є взаємодія водню з нітридом літію:
{\displaystyle \mathrm {Li_{3}N+3H_{2}\ {\xrightarrow {300^{o}C}}\ 3LiH+NH_{3}} }

## Хімічні властивості
Гідрид літію є достатньо активною сполукою: він реагує з рідким аміаком та водою. Остання реакція може слугувати джерелом водню:
{\displaystyle \mathrm {LiH+NH_{3}\rightarrow LiNH_{2}+H_{2}\!} }
{\displaystyle \mathrm {LiH+H_{2}O\rightarrow LiOH+H_{2}\!} }
LiH вступає в реакцію також і зі спиртовими розчинниками, утворюючи алкоголяти:
{\displaystyle \mathrm {LiH+C_{2}H_{5}OH\rightarrow LiOC_{2}H_{5}+H_{2}\!} }
При високих температурах гідрид літію реагує з киснем, хлором та достатньо інертним азотом (склад продуктів залежить від температури):
{\displaystyle \mathrm {4LiH+O_{2}\ {\xrightarrow {300-350^{o}C}}\ 2Li_{2}O+2H_{2}\!} }
{\displaystyle \mathrm {2LiH+O_{2}\ {\xrightarrow {400-500^{o}C}}\ 2LiOH\!} }
{\displaystyle \mathrm {LiH+Cl_{2}\ {\xrightarrow {t}}\ LiCl+HCl\!} }
{\displaystyle \mathrm {4LiH+N_{2}\ {\xrightarrow {300-350^{o}C}}\ 2Li_{2}NH+H_{2}\!} }
{\displaystyle \mathrm {3LiH+N_{2}\ {\xrightarrow {400-500^{o}C}}\ Li_{3}N+NH_{3}\!} }
Він може відновлювати метали та неметали з їх оксидів:
{\displaystyle \mathrm {4LiH+3SiO_{2}\ {\xrightarrow {200^{o}C}}\ 2Li_{2}SiO_{3}+Si+2H_{2}\!} }
При взаємодії з деякими іншими гідридами можуть утворюватися подвійні гідриди, наприклад алюмогідрид літію:
{\displaystyle \mathrm {LiH+AlH_{3}\rightarrow LiAlH_{4}} }

## Застосування
Основне промислове призначення гідриду літію — виробництво високоочищених силанів реакцією з галогенідами кремнію. Також гідрид літію є основною сполукою у виробництві літій-іонних батарей, а подвійні гідриди LiAlH4 та LiBH4 широко застосовуються в органічному синтезі як дешеві відновники.
Дейтерид літію-6 (6Li2H) застосовується у термоядерній зброї як паливо.